# 1020

## Události
- založen klášter Muri jedním z Habsburků

## Úmrtí
- Firdausí, perský básník (* 940/941)

## Hlavy států
- České knížectví – Oldřich
- Svatá říše římská – Jindřich II.
- Papež – Benedikt VIII.
- Anglické království – Knut Veliký
- Francouzské království – Robert II.
- Polské knížectví – Boleslav I. Chrabrý
- Uherské království – Štěpán I.
- Byzanc – Basileios II. Bulgaroktonos
- Bulharsko – Jan Vladislav
- Chorvatsko – Křesimír III.
- Afghánistán – Mahmúd
- Čína – Šeng-cung (dynastie Liao), Čen-cung (dynastie Severní Sung)
- Lucembursko – Jindřich I.